# Belgische wetgevende verkiezingen 1855
Gedeeltelijke verkiezingen voor de Senaat vonden plaats in België op dinsdag 12 juni 1855. De senatoren in de kieskringen Gent, Eeklo, Aalst, Oudenaarde, Dendermonde, Sint-Niklaas, Charleroi, Bergen, Doornik, Aat, Thuin, Zinnik, Luik, Verviers, Hoei-Borgworm, Hasselt en Tongeren-Maaseik werden herverkozen. Voor de Kamer van volksvertegenwoordigers waren er geen verkiezingen dit jaar.

## Kiessysteem
Het kiesstelsel in België was vastgelegd in de Grondwet van 1831 en in de Kieswet van 3 maart 1831. Het systeem had volgende kenmerken:
- Een meerderheidsstelsel, waarbij een kandidaat een absolute meerderheid van stemmen (al dan niet in een tweede stemronde) nodig had om verkozen te worden.
- Een districtenstelsel, waarbij elk arrondissement een of meer volksvertegenwoordigers en senatoren verkoos.
- Een termijn van vier jaar voor volksvertegenwoordigers en acht jaar voor senatoren, waarbij de leden van twee reeksen van provincies alternerend werden vernieuwd.
- Het cijnskiesrecht, waarmee iedere Belgische man die ouder dan 25 jaar was en een bepaalde hoeveelheid cijns betaalde, stemrecht kreeg. Hierdoor was er een beperkt kiezerskorps. Elke kiezer kon een stem uitbrengen per kandidaat, voor zover er leden te verkiezen waren.
- Een stemming in de hoofdplaats van het arrondissement, waarbij alle kiezers van het arrondissement (het kiescollege) zich naar hetzelfde stemlokaal diende te verplaatsen, eventueel verdeeld in stembureaus.

## Uitslagen
Op 27 leden werden er 24 herverkozen. De drie nieuwe leden zijn Joseph De Block (in Eeklo), Louis Maertens (in Gent) en Jean Vergauwen-Goethals (in Gent).
De opkomst was met 35% de laagste in de Belgische geschiedenis.
In het arrondissement Gent waren er 5881 ingeschreven kiezers en waren er 2202 stemmers, die de katholieken Ferdinand d'Hoop, Louis Maertens en Jean Vergauwen-Goethals verkozen.

## Verkozenen
- Samenstelling Belgische Senaat 1855-1859